# Стар Харбор (Тексас)
Стар Харбор (енгл. Star Harbor) град је у америчкој савезној држави Тексас. По попису становништва из 2010. у њему је живело 444 становника.

## Демографија
Према попису становништва из 2010. у граду је живело 444 становника, што је 28 (6,7%) становника више него 2000. године.
| Група             | 2000.       | 2010.       |
| Белци             | 400 (96,2%) | 422 (95,0%) |
| Афроамериканци    | 5 (1,2%)    | 0 (0,0%)    |
| Азијати           | 0 (0,0%)    | 6 (1,4%)    |
| Хиспаноамериканци | 7 (1,7%)    | 12 (2,7%)   |
| Укупно            | 416         | 444         |